# Foundations of Real‑World Economics
Foundations of Real-World Economics: What Every Economics Student Needs to Know (рус. Основы экономики реального мира: Что необходимо знать каждому студенту-экономисту) — книга Джона Комлоса (2019), в которой утверждается, что турбулентность XXI века, включающая пузырь доткомов, финансовый кризис 2008 года, подъём правого популизма, COVID-19 пандемию и многочисленные войны, не может быть должным образом понята традиционной экономикой, основанной на идеях XX века.

## Аннотация книги
В книге описывается положение тех, кто пострадал от экономической политики неолиберальных экономистов. В ней критикуются те, кто выступал за снижение налогов и голодание государства, те, кто поддерживал дерегулирование, которое привело к экономическому краху 2008 года, и те, кто выступал за гиперглобализацию, которая привела к появлению ржавого пояса и росту общественного недовольства.
Книга дает представление о том, как экономика работает на самом деле для типичного человека, а не о том, как её представляют академики в аудиториях университетов. В нём представлен альтернативный взгляд на экономику; он показывает, что модель рационального агента гомо-коэномики не работает в реальном мире. В книге показано, что олигополии гораздо лучше описывают современные многонациональные мегакорпорации, чем система совершенной конкуренции.
Текст книги показывает, насколько ошибочным является применение чрезмерно упрощенных моделей к реальному миру. В книге представлены работы Канемана о поведенческой экономике, Гэлбрейта о необходимости уравнительной власти, Кейса и Дитона о смерти от отчаяния, Минского о финансовой нестабильности, Кругмана о новой теории торговли, Ролза о справедливости, Стиглица о вымирании среднего класса, Саймона об ограниченной рациональности и Веблена о демонстративном потреблении. Книга выступает за гуманистическую экономику и за капитализм с человеческим лицом.
Книга была переведена на русский, немецкий, венгерский, румынский, и китайский языки.